# 枚方大橋
| 国道170号標識 | 大阪府道6号標識 | 大阪府道139号標識 |

枚方大橋（ひらかたおおはし）とは、大阪府高槻市と枚方市間の淀川に架かる橋である。

## 概要

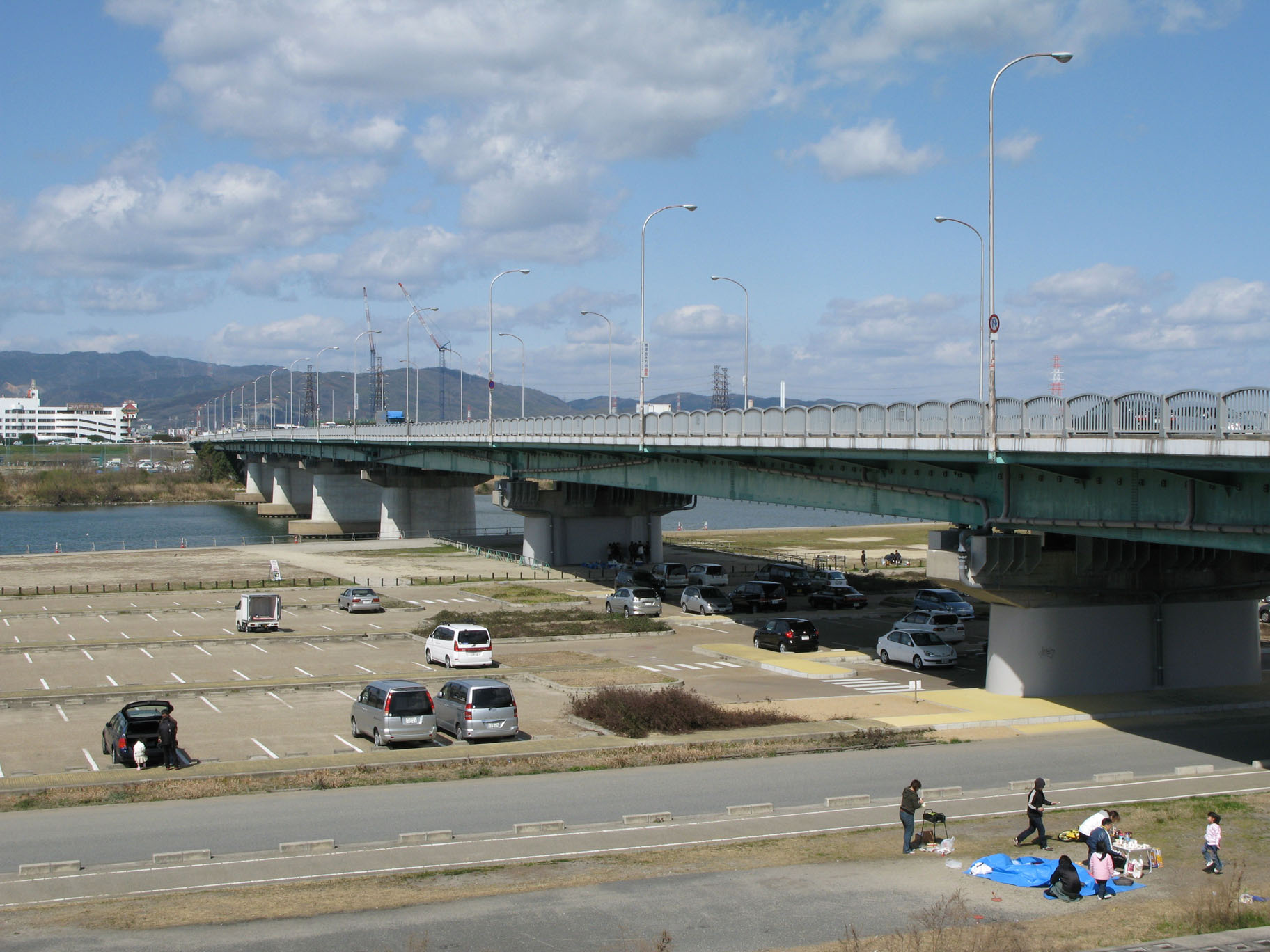
枚方大橋（枚方市側から撮影）

国道170号（大阪外環状線）および大阪府道6号枚方亀岡線、大阪府道139号枚方茨木線の道路橋である。2025年現在淀川に架かる橋のうち、大阪府内で一番上流（北）にある橋である。 長さは689m。
南詰では大阪府道13号京都守口線（旧国道1号）と接続しており、京阪間の交通の要衝となる橋である。
京阪バスの高槻営業所が枚方市駅と茨木市、高槻市を結ぶ路線を運行していて、枚方大橋をバスが頻繁に通行する。

## 歴史
中世以前、淀川には長柄橋と山崎橋という2つの長大橋が架けられていたが、度重なる流失・破壊と中央集権体制の弱体化により維持できなくなり、いつしか廃絶となった。それ以降、明治維新以前には淀川の大川と中津川分岐点より上流には橋が架けられた記録はなかった。 枚方宿の近くには、昭和時代以前は現在の橋付近に渡し船があった。
1930年に初代の枚方大橋が完成し、2車線の道路橋として使用された。両端部は15連の直弦トラス構造であり、京阪電気鉄道の旧宇治川・木津川鉄橋を転用のため移設したものである。また、中央部は2連の曲弦トラスが新規製作された。
現在の橋は2代目である。旧橋の老朽化による代替と交通容量拡大のため「都市計画道路枚方高槻線」の一部として計画され、1967年にまず上流側の2車線分が竣工したのち旧橋を撤去し、1971年に下流側へ拡張され両側4車線となった。